# Double Nickels on the Dime
Double Nickels on the Dime es el tercer álbum de estudio de la banda estadounidense de punk Minutemen, lanzado en 1984 en formato de álbum doble por la compañía discográfica de California SST Records. Double Nickels on the Dime consta de 45 canciones y combina elementos de punk rock, música funk, country, jazz, o música experimental, y trata diversos temas en sus letras, desde la guerra de Vietnam y el racismo en Estados Unidos hasta las experiencias de la clase obrera norteamericana.
En noviembre de 1983 Minutemen había grabado material suficiente para lanzar un álbum con el productor Ethan James, pero después de escuchar el álbum Zen Arcade de Hüsker Dü, decidieron escribir y grabar más canciones en abril de 1984. Tras grabar el nuevo material, cada miembro de la banda seleccionaría qué serie de canciones quería que estuviera en una cara determinada del álbum, que llevaría su nombre. Así conformaron tres de las cuatro caras del álbum doble, llamadas "Cara D.", "Cara Mike" y "Cara George". La cuarta cara la terminaron llamando "Cara Chaff". Varias canciones de este álbum fueron inspiradas o basada en contemporáneos suyos, como Henry Rollins (de Black Flag) o Jack Brewer (de Saccharine Trust).
Double Nickels on the Dime es considerado como "uno de los mejores álbumes de rock norteamericano de los años '80". El álbum aparece en numerosas y prestigiosas listas de mejores álbumes de rock de toda la historia, incluida la lista de Rolling Stone "500 Greatest Albums of All Time".

## Lista de canciones

### Original
| Side D. 1. "Anxious Mo-Fo" (D. Boon, Mike Watt) – 1:19 2. "Theatre Is the Life of You" (Boon, Watt) – 1:30 3. "Viet Nam" (Boon) – 1:27 4. "Cohesion" (Boon) – 1:55 5. "It's Expected I'm Gone" (Watt) – 2:04 6. "#1 Hit Song" (Boon, George Hurley) – 1:47 7. "Two Beads at the End" (Boon, Hurley) – 1:52 8. "Do You Want New Wave or Do You Want the Truth?" (Watt) – 1:49 9. "Don't Look Now" (John Fogerty) – 1:46 10. "Shit from an Old Notebook" (Boon, Watt) – 1:35 11. "Nature Without Man" (Chuck Dukowski, Boon) – 1:45 12. "One Reporter's Opinion" (Watt) – 1:50 Side Mike 1. "Political Song for Michael Jackson to Sing" (Watt) – 1:33 2. "Maybe Partying Will Help" (Boon, Watt) – 1:56 3. "Toadies" (Watt) – 1:38 4. "Retreat" (Watt) – 2:01 5. "The Big Foist" (Watt) – 1:29 6. "God Bows to Math" (Jack Brewer, Watt) – 1:15 7. "Corona" (Boon) – 2:24 8. "The Glory of Man" (Watt) – 2:55 9. "Take 5, D." (Watt, Joe Baiza, John Rocknowski, Dirk Vandenberg) – 1:40 10. "My Heart and the Real World" (Watt) – 1:05 11. "History Lesson - Part II" (Watt) – 2:10 | Side George 1. "You Need the Glory" (Hurley) – 2:01 2. "The Roar of the Masses Could Be Farts" (Vandenberg, Watt) – 1:20 3. "Mr. Robot's Holy Orders" (Hurley) – 3:05 4. "West Germany" (Boon)– 1:48 5. "The Politics of Time" (Watt) – 1:10 6. "Themselves" (Boon) – 1:17 7. "Please Don't Be Gentle with Me" (Jack Brewer, Mike Watt) – 0:46 8. "Nothing Indeed" (Hurley, Watt) – 1:21 9. "No Exchange" (Hurley, Watt) – 1:50 10. "There Ain't Shit on T.V. Tonight" (Hurley, Watt) – 1:34 11. "This Ain't No Picnic" (Boon) – 1:56 12. "Spillage" (Watt) – 1:51 Side Chaff 1. "Untitled Song for Latin America" (Boon) – 2:03 2. "Jesus and Tequila" (Boon, Joe Carducci) – 2:52 3. "June 16th" (Watt) – 1:48 4. "Storm in My House" (Boon, Henry Rollins) – 1:57 5. "Martin's Story" (Martin Tambourovich, Watt) – 0:51 6. "Ain't Talkin' 'bout Love" (Eddie Van Halen, Alex Van Halen, David Lee Roth, Michael Anthony) – 0:40 7. "Dr. Wu" (Walter Becker, Donald Fagen) – 1:44 8. "Little Man with a Gun in His Hand" (Chuck Dukowski, Boon) – 2:53 9. "The World According to Nouns" (Watt) – 2:05 10. "Love Dance" (Boon) – 2:00 |

### CD editado en 1987
| 1. "D.'s Car Jam" 2. "Anxious Mo-Fo" 3. "Theatre Is the Life of You" 4. "Viet Nam" 5. "Cohesion" 6. "It's Expected I'm Gone" 7. "#1 Hit Song" 8. "Two Beads at the End" 9. "Do You Want New Wave or Do You Want the Truth?" 10. "Shit from an Old Notebook" 11. "Nature Without Man" 12. "One Reporter's Opinion" 13. "Mike's Car Jam" 14. "Political Song for Michael Jackson to Sing" 15. "Maybe Partying Will Help" 16. "Toadies" 17. "Retreat" 18. "The Big Foist" 19. "God Bows to Math" 20. "Corona" 21. "The Glory of Man" 22. "Take 5, D." | 1. "My Heart and the Real World" 2. "History Lesson — Part II" 3. "George's Car Jam" 4. "You Need the Glory" 5. "The Roar of the Masses Could Be Farts" 6. "West Germany" 7. "The Politics of Time" 8. "Themselves" 9. "Please Don't Be Gentle With Me" 10. "Nothing Indeed" 11. "No Exchange" 12. "There Ain't Shit on T.V. Tonight" 13. "This Ain't No Picnic" 14. "Spillage" 15. "Three Car Jam" 16. "Untitled Song for Latin America" 17. "Jesus and Tequila" 18. "June 16th" 19. "Storm in My House" 20. "Martin's Story" 21. "The World According to Nouns" 22. "Love Dance" |

### CD editado en 1989
| 1. "D.'s Car Jam"/"Anxious Mo-Fo" 2. "Theatre Is the Life of You" 3. "Viet Nam" 4. "Cohesion" 5. "It's Expected I'm Gone" 6. "#1 Hit Song" 7. "Two Beads at the End" 8. "Do You Want New Wave or Do You Want the Truth?" 9. "Don't Look Now" 10. "Shit from an Old Notebook" 11. "Nature Without Man" 12. "One Reporter's Opinion" 13. "Political Song for Michael Jackson to Sing" 14. "Maybe Partying Will Help" 15. "Toadies" 16. "Retreat" 17. "The Big Foist" 18. "God Bows to Math" 19. "Corona" 20. "The Glory of Man" 21. "Take 5, D." 22. "My Heart and the Real World" | 1. "History Lesson — Part II" 2. "You Need the Glory" 3. "The Roar of the Masses Could Be Farts" 4. "West Germany" 5. "The Politics of Time" 6. "Themselves" 7. "Please Don't Be Gentle With Me" 8. "Nothing Indeed" 9. "No Exchange" 10. "There Ain't Shit on T.V. Tonight" 11. "This Ain't No Picnic" 12. "Spillage" 13. "Untitled Song for Latin America" 14. "Jesus and Tequila" 15. "June 16th" 16. "Storm in My House" 17. "Martin's Story" 18. "Dr. Wu" 19. "The World According to Nouns" 20. "Love Dance" 21. "Three Car Jam" |